# Gouex

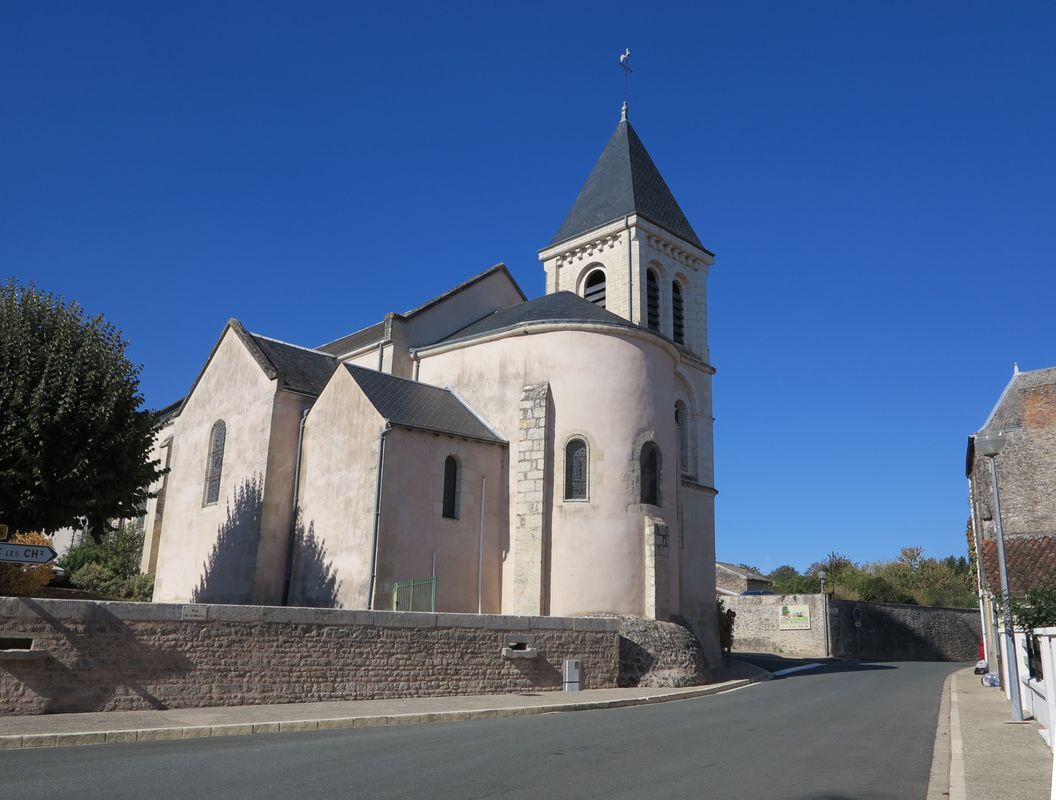
Kirche Saint-Médard

Gouex ist ein westfranzösischer Ort und eine Gemeinde mit 473 Einwohnern (Stand: 1. Januar 2022) im Département Vienne in der Region Nouvelle-Aquitaine. Die Gemeinde gehört zum Arrondissement Montmorillon und zum Kanton Lussac-les-Châteaux. Die Einwohner werden Gouexiens genannt.

## Lage
Gouex liegt etwa 29 Kilometer südöstlich von Poitiers an der Vienne. Umgeben wird Gouex von den Nachbargemeinden Mazerolles im Norden, Lussac-les-Châteaux im Nordosten, Persac im Osten, Queaux im Süden sowie Bouresse im Westen.

## Bevölkerungsentwicklung
| Jahr                       | 1962 | 1968 | 1975 | 1982 | 1990 | 1999 | 2006 | 2018 |
| Einwohner                  | 586  | 584  | 557  | 555  | 513  | 513  | 539  | 479  |
| Quellen: Cassini und INSEE |      |      |      |      |      |      |      |      |

## Sehenswürdigkeiten
- Kirche Saint-Médard (siehe auch: Liste der Monuments historiques in Gouex)